# Хобург, Уоррен
Уоррен Вудроу «Вуди» Хобург (Warren Woodrow «Woody» Hoburg; 16 сентября 1985 года, Питтсбург, Пенсильвания, США) — американский инженер и астронавт НАСА.
2 марта 2023 года стартовал в составе экипажа миссии SpaceX Crew-6 на американском частном многоразовом космическом корабле Crew Dragon компании SpaceX c помощью тяжелой ракеты-носителя Falcon 9 к Международной космической станции. Участник космических экспедиций МКС-68/МКС-69. 4 сентября 2023 года, после 185-суточного полёта, возвратился на Землю.

## Ранние годы, образование
Уоррен Хобург родился 16 сентября 1985 года в Питтсбурге, штат Пенсильвания, в семье Джима и Пегги Хобург. Он окончил среднюю школу Норт-Аллегейни и получил степень бакалавра наук в области аэронавтики и астронавтики в Массачусетском технологическом институте в 2008 году. В 2011 году он получил степень магистра наук, а затем докторскую степень. в 2013 году по специальности «Электротехника и информатика» в Калифорнийском университете в Беркли.

## Академическая карьера
После защиты докторской диссертации Хобург работал в отделе разработки продуктов в компании Boeing до 2014 года, когда стал доцентом Массачусетского технологического института. Он работал над проектом Jungle Hawk Owl, который представляет собой БПЛА , спонсируемый ВВС США . Он также занимался развитием пакета геометрического программирования GPKit для Python.

## Карьера астронавта
В 2017 году Хобург был выбран в качестве кандидата в космонавты в 22-й группе астронавтов НАСА и в августе приступил к двухлетнему обучению. В декабре 2020 года он был объявлен одним из восемнадцати астронавтов НАСА, отобранных в рамках программы Артемида для лунной миссии в 2024 году.
Он был выбран пилотом SpaceX Crew-6 и участником космических экспедиций МКС-68/МКС-69 в 2023 году.

## Полёт
2 марта 2023 года в 5:34 UTC стартовал с площадки 39A Космического центра имени Кеннеди (НАСА) в штате Флорида в составе экипажа миссии SpaceX Crew-6 на американском частном многоразовом космическом корабле Crew Dragon «Endeavour» компании SpaceX c помощью тяжелой ракеты-носителя Falcon 9 к Международной космической станции.
9 июня Вуди Хобург, совместно с астронавтом Стивеном Боуэном, провёл выход в открытый космос из модуля «Квест» на поверхность МКС длительностью 6 часов 03 мин для развертывания панелей солнечных батарей iROSA 1A. 15 июня астронавты в том же составе продолжили работы в открытом космосе по развёртыванию панелей солнечных батарей iROSA 1В. Продолжительность выхода составила 5 часов 35 минут.
3 сентября 2023 года в 14:05 мск корабль Crew Dragon с экипажем миссии Crew-6 отчалил от МКС и 4 сентября 07:17 мск приводнился у побережья штата Флорида.
Статистика
| # | Стартовый корабль         | Старт, UTC        | Экспедиция               | Корабль посадки | Посадка, UTC      | Полёт                       | Выходы в открытый космос | Время в открытом космосе                   |
| - | ------------------------- | ----------------- | ------------------------ | --------------- | ----------------- | --------------------------- | ------------------------ | ------------------------------------------ |
| 1 | Crew Dragon SpaceX Crew-6 | 02.03.2023, 05:34 | SpaceX Crew-6, МКС-68/69 | Crew Dragon     | 04.09.2023, 04:17 | 185 суток 22 часа 42 минуты | 2                        | 11 час. 38 мин (6 ч. 3 мин; 5 ч. 35 мин;). |

## Личная жизнь
Хобург — заядлый скалолаз, альпинист и пилот. Ранее он работал в поисково-спасательной службе Йосе́митского национа́льного па́рка и в горно-спасательном отряде Bay Area.

## Награды и премии
Хобург был научным сотрудником Национального научного фонда с 2009 по 2013 год и дважды удостаивался Премии AIAA за преподавание аэронавтики и астронавтики.